# Lorenzo Mieli
Lorenzo Mieli (Roma, 15 aprile 1973) è un produttore cinematografico, imprenditore e produttore televisivo italiano.
Attualmente amministratore delegato della casa di produzione Our Films insieme a Mario Gianani. 

## Biografia
Lorenzo Mieli nasce a Roma nel 1973, figlio del giornalista Paolo Mieli e di Francesca Socrate. Si laurea in Filosofia Estetica. Inizia a lavorare come assistente alla regia (Adriano Celentano, Ermanno Olmi) per poi passare alla regia di cortometraggi, videoclip, spot pubblicitari e programmi televisivi. Nel 2001 fonda la Wilder e in sette anni produce 500 ore di prodotto, tra programmi televisivi, documentari e fiction. Wilder produce la serie Boris, la prima italiana prodotta per Fox.
Nel 2009, Lorenzo Mieli fonda la Wildside con Mario Gianani. L’azienda combina l’esperienza cinematografica della Offside di Gianani e quella televisiva della Wilder di Mieli e, in pochi anni, diventa un soggetto internazionale producendo i film di Bernardo Bertolucci, Marco Bellocchio e Saverio Costanzo, ma anche serie tv di grande successo come In Treatment, 1992 e 1993, la prima e la seconda stagione de La mafia uccide solo d'estate, Romanzo famigliare di Francesca Archibugi, La linea verticale di Mattia Torre, The Young Pope, il debutto televisivo di Paolo Sorrentino – prodotta con Sky, HBO, Canal+ e Mediapro, Il Miracolo, il debutto televisivo di Niccolò Ammaniti e la prima produzione Rai-HBO tratta dalla tetralogia de L'amica geniale di Elena Ferrante. Ha prodotto anche la serie The New Pope, creata e diretta da Paolo Sorrentino con protagonisti Jude Law e John Malkovich, la serie debutto TV di Luca Guadagnino, We Are Who We Are, e di Marco Bellocchio (Esterno Notte). Ha prodotto anche il film di Paolo Sorrentino È stata la mano di Dio, Candidato al Premio Oscar come miglior film straniero, e il film di Luca Guadagnino Bones and All. 
Da aprile 2010 al 2019, Mieli è stato amministratore delegato di Fremantle Italia, società leader nella produzione di programmi televisivi d’intrattenimento, tra i quali X Factor, Italia's Got Talent e scripted come Un posto al sole e la prima e la seconda stagione di Non uccidere. Mieli è anche tra i fondatori di Freeda.
Mieli dal 2020 è presidente di Fremantle Italia e amministratore delegato di The Apartment Pictures.
Nel 2024 Mieli e Gianani creano una nuova società, la Our Films, che farà parte del gruppo europeo Mediawan.

## Filmografia

### Produttore

#### Cinema
- Boris - Il film, regia di Giacomo Ciarrapico, Mattia Torre, Luca Vendruscolo (2011)
- Com'è bello far l'amore, regia di Fausto Brizzi (2012)
- Io e te, regia di Bernardo Bertolucci (2012)
- True Love, regia di Enrico Clerico Nasino (2012)
- La mafia uccide solo d'estate, regia di Pierfrancesco Diliberto (2013)
- Pazze di me, regia di Fausto Brizzi (2013)
- Via Castellana Bandiera, regia di Emma Dante (2013)
- Indovina chi viene a Natale?, regia di Fausto Brizzi (2013)
- Hungry Hearts, regia di Saverio Costanzo (2014)
- Incompresa, regia di Asia Argento (2014)
- Ogni maledetto Natale, regia di Giacomo Ciarrapico, Mattia Torre, Luca Vendruscolo (2014)
- Io rom romantica, regia di Laura Halilovic (2014)
- La solita commedia - Inferno, regia di Fabrizio Biggio, Francesco Mandelli, Martino Ferro (2015)
- Nessuno si salva da solo, regia di Sergio Castellitto (2015)
- Se Dio vuole, regia di Edoardo Falcone (2015)
- Vacanze ai Caraibi, regia di Neri Parenti (2015)
- Forever Young, regia di Fausto Brizzi (2016)
- In guerra per amore, regia di Pif (2016)
- Poveri ma ricchi, regia di Fausto Brizzi (2016)
- Mamma o papà?, regia di Riccardo Milani (2016)
- Questione di karma, regia di Edoardo Falcone (2017)
- Come un gatto in tangenziale, regia di Riccardo Milani (2017)
- Pavarotti, regia di Ron Howard – documentario (2019)
- Magari, regia di Ginevra Elkann (2019)
- Figli, regia di Giuseppe Bonito (2020)
- Rifkin's Festival, regia di Woody Allen (2020)
- È stata la mano di Dio, regia di Paolo Sorrentino (2021)
- America Latina, regia di Damiano e Fabio D'Innocenzo (2021)
- E noi come stronzi rimanemmo a guardare, regia di Pierfrancesco Diliberto (2021)
- Belli ciao, regia di Gennaro Nunziante (2022)
- Esterno notte, regia di Marco Bellocchio (2022)
- Siccità, regia di Paolo Virzì (2022)
- Bones And All, regia di Luca Guadagnino (2022)
- Priscilla, regia di Sofia Coppola (2023)
- Enea, regia di Pietro Castellitto (2023)
- Adagio, regia di Stefano Sollima (2023)
- Te l'avevo detto, regia di Ginevra Elkann (2023)
- Roma, Santa e Dannata, regia di Daniele Cipri - docufilm (2023)
- Parthenope, regia di Paolo Sorrentino (2024)
- Come può uno scoglio, regia di Gennaro Nunziante (2023)
- Maria, regia di Pablo Larraín (2024)
- Queer, regia di Luca Guadagnino (2024)

#### Televisione

##### Serie TV
- Buttafuori – serie TV (2006)
- Boris – serie TV (2007-2010)
- Quelli dell'intervallo (poi Quelli dell'intervallo fuori classe) (2007-2010)
- Donne assassine – serie TV (2008)
- Non pensarci - La serie – serie TV (2009)
- Il mostro di Firenze, regia di Antonello Grimaldi – miniserie TV (2009)
- Un posto al sole – serial TV (2010-2012)
- La nuova squadra 3 – serie TV (2010)
- Quelli dell'Intervallo Cafe – serie TV (2010)
- Un Natale per due, regia di Giambattista Avellino – film TV (2012)
- Un Natale con i fiocchi, regia di Giambattista Avellino – film TV (2012)
- Benvenuti a tavola - Nord vs Sud – serie TV (2012)
- In Treatment – serie TV (2013-2017)
- 1992 – serie TV (2014)
- Non uccidere – serie TV (2015-2018)
- The Young Pope, regia di Paolo Sorrentino – miniserie TV (2016)
- La Mafia uccide solo d'estate, regia di Luca Ribuoli – miniserie TV (2016)
- 1993, regia di Giuseppe Gagliardi – miniserie TV (2017)
- Romanzo famigliare – serie TV (2018)
- Il miracolo – serie TV (2018)
- La linea verticale – serie TV (2018)
- L'amica geniale – serie TV (2018-2024)
- The New Pope, regia di Paolo Sorrentino – miniserie TV (2020)
- Homemade – serie TV (2020)
- We Are Who We Are, regia di Luca Guadagnino – miniserie TV (2020)
- Anna, regia di Niccolò Ammaniti – miniserie TV (2021)
- Veleno, regia di Hugo Berkeley – miniserie TV (2021)
- Il re – serie TV (2022-2024)
- Bang Bang Baby – serie TV (2022)
- Supersex – serie TV (2024)
- M. Il figlio del secolo, regia di Joe Wright – miniserie TV (2025)

##### Intrattenimento e informazione
- Scandali e segreti, regia di Daniele Persica (2003)
- Le Ribelli del Novecento, regia di Stefano Pasetto (2003)
- Menabò, notizie in pagina, regia di Nino Pirito, Arrigo Benedetti (2003-2005)
- Seguirà buffet (2003-2006)
- Parenti serpenti (2004)
- Insider (2004)
- A risentirci più tardi (2004)
- Matti per il calcio (2004)
- Planet 430 (2004-2005)
- L'ultima leva (2004)
- Delitti (2005-2007)
- È morto Cattelan! Evviva Cattelan!, regia di Marco Penso – documentario (2006)
- Altra storia (2006)
- Tetris (2006-2009)
- Storia proibita del '900 italiano (2006-2009)
- Pugni in tasca (2007)
- Giarabub (2007)
- Vita da star: Cristiano Malgioglio (2008)
- Rock in Rebibbia (2008)
- Idee in progress, 90 giorni con Lapo, regia di Giovanni Consonni - docu-real (2008) (per Independent ideas di Lapo Elkann)
- Italian job - Vicende e truffe all’italiana, regia di Giovanni Filippetto (2008)
- Ottantesimo minuto (2008)
- Obbiettivo Mussolini, regia di Graziano Conversano - docufiction (2008)
- Amore criminale (2008-2009)
- I passi del silenzio (2008-2011)
- Per chi suona la campanella, regia di Alessandro Di Gregorio, Emiliano Sacchetti - docufilm (2009)
- Essere Valeria (2009)
- Nessuno è perfetto (2009)
- Mamma ti presento papà (2009)
- Storia proibita degli anni 80 (2009)
- Vuoi ballare con me (2009)
- Complotti (2009)
- Città criminali, regia di Maurizio Iannelli, Matilde D'Errico - docufiction (2009)
- Pazzi per la Storia, regia di Giovanni Consonni (2009-2010)
- Italia's Got Talent (2014-2022)
- In Italia (2010)
- Sei più bravo di un ragazzino di 5ª? (2010)
- La seconda casa non si scorda mai (2010-2012)
- Vacanze a Sharm (2010)
- Potere (2010)
- Dottori in prima linea (2010)
- Stalk Radio (2011)
- Niente di personale (2011)
- Ginnaste - Vite parallele (2011-2016)
- Un'altra vita (2011)
- X Factor (2011-in corso)
- Ma anche no (2011)
- Gli intoccabili (2011)
- Le regole del gioco (2012)
- Per tutta la vita...? (2012)
- The Apprentice (2012-2013)
- Ballerini - Dietro il sipario (2013)
- Tutti a casa (2013)
- Il contadino cerca moglie (2015-in corso)
- Cronache di frontiera (2015-in corso)
- Take Me Out - Esci con me (2016-2019)
- Non è l'Arena (2017-2023)
- Nemo - Nessuno escluso (2016-2018)
- Reality Sciò (2018-in corso)
- L'acchiappatalenti (2024)

### Produttore esecutivo
- Challengers, regia di Luca Guadagnino (2024)

## Riconoscimenti
- 1996 1997 – Premio N.I.C.E. Città di Firenze Premio cortometraggio per Ciao amore[2]
- 2008 – Roma Fiction Fest – Miglior produttore per Boris[3]
- 2014 – David di Donatello – Nomination Miglior produttore per La mafia uccide solo d'estate[4]
- 2014 – Nastro d'argento – Nomination Miglior produttore per La mafia uccide solo d'estate[5]
- 2014 – Ciak d'oro – Candidatura come miglior produttore per La mafia uccide solo d'estate[6]
- 2019 – Nastro d'argento – Nomination Miglior produttore per L'Amica Geniale
- 2021 – Nastro d'argento – Nomination Miglior produttore per The New Pope
- 2022 – Nastro d'argento – Nomination Miglior produttore per È stata la mano di Dio
- 2022 – Nastro d'argento – Miglior Film per È stata la mano di Dio